# Klaus-Dieter Grosser

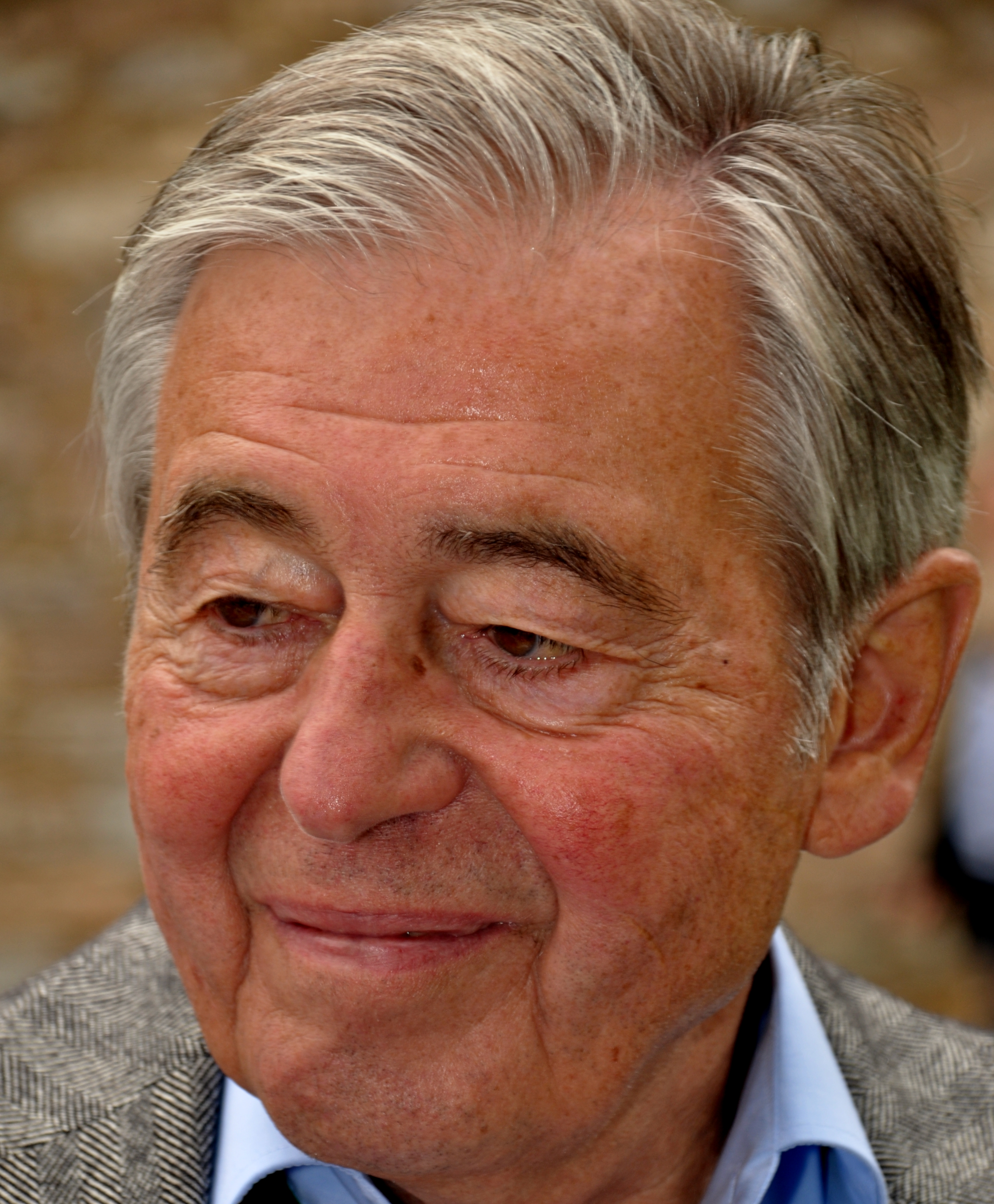
Klaus-Dieter Grosser (2011)

Klaus-Dieter Grosser (* 27. Januar 1933 in Liegnitz, Provinz Niederschlesien; † 9. Dezember 2016 in Krefeld) war ein deutscher Kardiologe und Intensivmediziner.

## Leben
Grosser studierte Medizin in Frankfurt am Main und wurde dort 1959 zum Dr. med. promoviert. Er war Stipendiat der Deutschen Forschungsgemeinschaft am Pathologischen Institut der Universität Frankfurt. Von 1962 bis 1964 war Grosser wissenschaftlicher Assistent am Kerckhoff-Institut der Max-Planck-Gesellschaft in Bad Nauheim. 1965 wurde er wissenschaftlicher Assistent an der Kölner Uni-Klinik, wo er 1970 Oberarzt wurde und sich habilitierte. 1974 wurde er wissenschaftlicher Rat an der Kölner Universitätsklinik. Von 1977 bis 1999 war er Direktor der Medizinischen Klinik I des Städtischen Klinikums in Krefeld und zudem zum Professor an der Universität Köln ernannt.
Grosser war Mitglied des Corps Austria und Moenania.

## Wirken
Grosser war Gründer der Stiftung Herzchirurgie und ein Pionier des Notarztwesens. Unter seiner Leitung wurde der Notarztdienst in Krefeld eingeführt.
Als Würdigung seiner wissenschaftlichen Leistungen auf allen Gebieten der internistischen Intensivmedizin erhielt er von der Deutschen Gesellschaft für Anästhesiologie und Intensivmedizin 1999 die E.-K.-Frey-Medaille in Gold. Zudem wurde er am 5. November 1999 mit dem Bundesverdienstkreuz am Bande des Verdienstordens der Bundesrepublik Deutschland ausgezeichnet. 
1978 war er Ausrichter des Kongresses der Deutschen und Österreichischen Gesellschaft für internistische Intensivmedizin, deren Präsident er auch mehrere Jahre lang war. Grosser engagierte sich seit 1982 in Kiew für das sowjetische Gesundheitssystem und wurde 1992 mit der Medica-Plakette geehrt.

## Schriften
- Interferenzmikroskopische Trockengewichtsbestimmungen an Herzmuskelfasern , Frankfurt am Main (Dissertation) 1959
- Elektrophysiologische Untersuchungen an schrittmacherstimulierten Patienten mit atrioventrikulären und sinuatrialen Leitungsstörungen, Köln (Habilitation) 1970
- Klinische Aspekte der Intensivmedizin, Darmstadt 1976
- Aktuelle intensivmedizinische Diagnostik und Therapie, Darmstadt 1977
- Kardiologische Erkrankungen, München: Urban und Schwarzenberg, 1985
- Der internistische Notfall, Stuttgart: Schattauer, 3. Aufl. 1993